# Hippocampus camelopardalis
El caballito de mar jirafa (Hippocampus camelopardalis) es una especie de pez de la familia Syngnathidae en el orden de los Syngnathiformes.

## Morfología
Los machos  pueden llegar alcanzar los 10 cm de longitud total.

## Distribución y hábitat
Se encuentra en aguas costeras frente a las costas sur y este de África, desde Sudáfrica hasta Tanzania, y posiblemente al norte de Kenia. Vive en lechos de pastos marinos estuarinos, lechos de algas y arrecifes poco profundos hasta profundidades de 45 metros (147,6 pies), donde puede crecer hasta longitudes de 10 centímetros (3,9 plg).